# 蘇山荘
蘇山荘（そざんそう）は、愛知県名古屋市東区徳川町の徳川園内にある建築物。認定地域建造物資産。登録有形文化財。

## 歴史

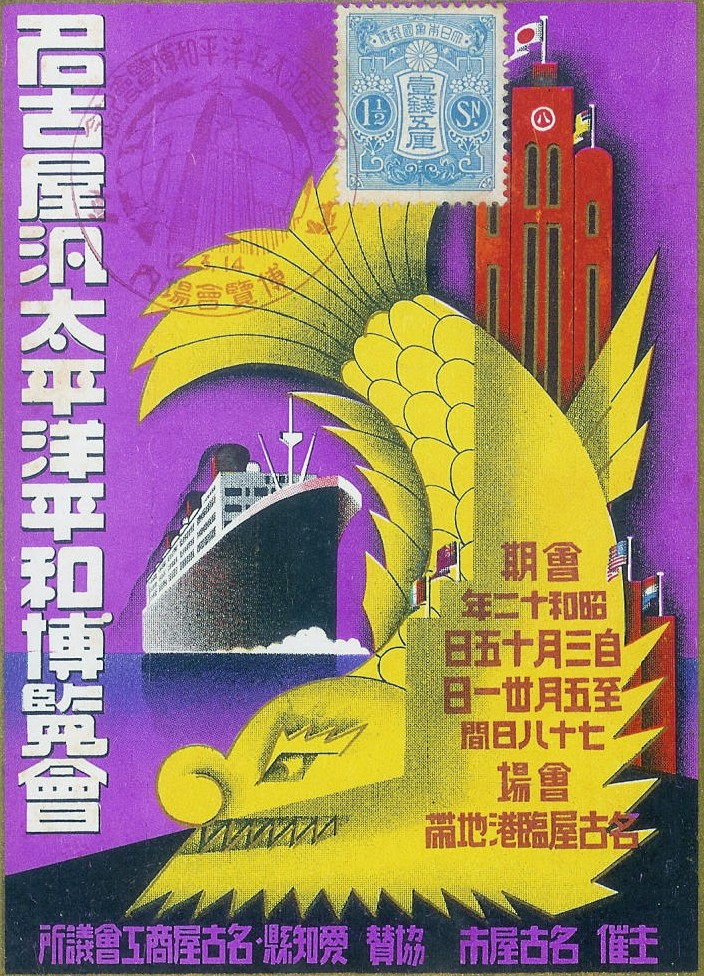
名古屋汎太平洋平和博覧会

1937年（昭和12年）、愛知県名古屋市の名古屋港で開催された名古屋汎太平洋平和博覧会の際に、木曽ヒノキの宣伝を目的に迎賓館和館として建築された。博覧会開催中は檜荘と呼ばれていた。
博覧会閉会後は名古屋市に寄贈され、同年に東区の徳川園に移築された。徳川園は1931年（昭和6年）に一般公開を開始した庭園である。太平洋戦争時には徳川園周辺も名古屋大空襲を受けたが、蓬左文庫書庫や蘇山荘などわずかな建物以外は焼失している。
その後、1947年（昭和22年）から1996年（平成8年）までは名古屋市営の結婚式場「徳川園会館」として使用された。戦後には徳川園が拡張されて葵公園という名称になったが、1989年（平成元年）には再び徳川園という名称に戻った。
2004年（平成16年）に改修され、同年11月から株式会社ゼットンが運営する「ガーデンレストラン徳川園」の別館となり、昼はカフェ、夜はバーラウンジとして使用されている。
2011年（平成23年）10月17日に名古屋市の認定地域建造物資産に認定された。2014年（平成26年）10月7日には国の登録有形文化財に登録された。

## 建築
建物は木造、平屋建、桟瓦葺、入母屋造（一部寄棟造）の近代和風建築である。

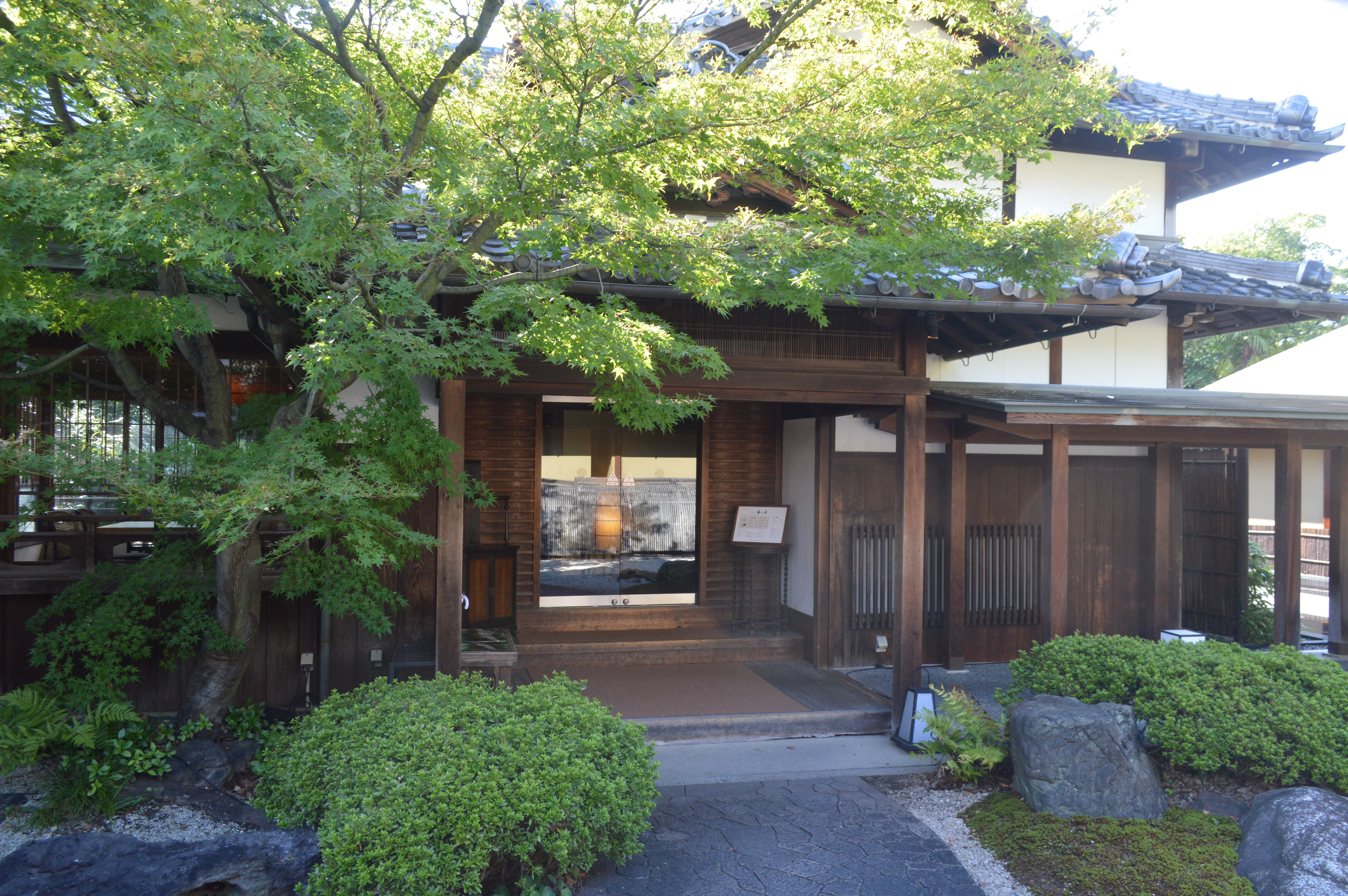
建物